# Foot Ball Club Spezia 1906 1983-1984
Questa pagina raccoglie le informazioni riguardanti il Foot Ball Club Spezia 1906 nelle competizioni ufficiali della stagione 1983-1984.

## Stagione
Nella stagione 1983-1984 dopo la recente retrocessione, lo Spezia è pronto per disputare il campionato Interregionale, quando arriva la notizia che il Banco Roma rinuncia alla Serie C2, il che significa che per gli aquilotti si riaprono le porte del calcio professionistico, grazie al ripescaggio. La squadra è affidata a Giancarlo Rodolfi e attrezzata per un campionato dilettantistico, la partenza non può essere che difficile, puntuali arrivano due scoppole contro Cerretese e Vogherese. Si corre ai ripari, la panchina viene affidata a Ezio Galbiati che pretende e ottiene rinforzi, arrivano Giulio Palazzese e l'esperto attaccante Giorgio Ferrara, resta uno Spezia spuntato, che in Serie C2 segna con il contagocce (18 reti), ma gli aquilotti conquistano la salvezza, con una giornata di anticipo. Miglior marcatore di stagione con 8 reti Giuliano Farinelli.
Nella Coppa Italia di Serie C lo Spezia disputa il girone K di qualificazione, che promuove la Sanremese ai sedicesimi di finale.

## Rosa
| N. |                   | Ruolo | Calciatore         |
| -- | ----------------- | ----- | ------------------ |
|    | Italia (bandiera) | A     | Giuseppe Bandoni   |
|    | Italia (bandiera) | D     | Maurizio Benedetti |
|    | Italia (bandiera) | P     | Mauro Bianchi      |
|    | Italia (bandiera) | D     | Alberto Boggio     |
|    | Italia (bandiera) | D     | Gesualdo Calabrese |
|    | Italia (bandiera) | A     | Cesare Carmassi    |
|    | Italia (bandiera) | A     | Emanuele Del Zotti |
|    | Italia (bandiera) | C     | Luca Dell'Amico    |
|    | Italia (bandiera) | C     | Sergio Di Marzio   |
|    | Italia (bandiera) | C     | Giuliano Farinelli |
|    | Italia (bandiera) | C     | Francesco Fazio    |
|    | Italia (bandiera) | A     | Giorgio Ferrara    |

| N. |                   | Ruolo | Calciatore         |
| -- | ----------------- | ----- | ------------------ |
|    | Italia (bandiera) | C     | Ezio Galasso       |
|    | Italia (bandiera) | D     | Giancarlo Lestinge |
|    | Italia (bandiera) | D     | Carlo Mazzuca Mari |
|    | Italia (bandiera) | A     | Claudio Migani     |
|    | Italia (bandiera) | C     | Giulio Palazzese   |
|    | Italia (bandiera) | C     | Gianluca Poli      |
|    | Italia (bandiera) | C     | Michele Ricci      |
|    | Italia (bandiera) | P     | Maurizio Rollandi  |
|    | Italia (bandiera) | D     | Fulvio Simonelli   |
|    | Italia (bandiera) | C     | Angelo Sorace      |
|    | Italia (bandiera) | C     | Alessandro Vetrala |

## Risultati

### Campionato

#### Girone di andata
| Arbitro: | Lo Russo (Milano) |

|                              |           |                   |
| Marchetti 3’, 20’ Liucci 42’ | Marcatori | 16’ (rig.) Migani |

| Arbitro: | Tonon (Conegliano) |

|  |           |                                       |
|  | Marcatori | 38’, 55’ (rig.) Negri 78’ C. Lombardo |

| Arbitro: | Baldacci (Torino) |

|               |           |  |
| Quattrini 15’ | Marcatori |  |

| Arbitro: | Bettini (Forlì) |

|                           |           |  |
| Galasso 38’ Farinelli 69’ | Marcatori |  |

| Alessandria 16 ottobre 1983 5ª giornata | Alessandria         | 0 – 0 | Spezia | Stadio Giuseppe Moccagatta\| Arbitro: \| Cazzamalli (Milano) \| |
| Arbitro:                                | Cazzamalli (Milano) |       |        |                                                                 |

| Arbitro: | Moschet (Conegliano) |

|                      |           |             |
| Farinelli 52’ (rig.) | Marcatori | 38’ Luccini |

| Arbitro: | Quartuccio (Torre Annunziata) |

|                      |           |              |
| Simonelli 66’ (aut.) | Marcatori | 44’ Carmassi |

| La Spezia 6 novembre 1983 8ª giornata | Spezia            | 0 – 0 | Casale | Stadio Alberto Picco\| Arbitro: \| Beschin (Legnago) \| |
| Arbitro:                              | Beschin (Legnago) |       |        |                                                         |

| Arbitro: | Carrubba (Siracusa) |

|  |           |                      |
|  | Marcatori | 44’ (rig.) Farinelli |

| Lucca 20 novembre 1983 10ª giornata | Spezia                 | 0 – 0 | Lucchese | Stadio Alberto Picco\| Arbitro: \| Strada (Abbiategrasso) \| |
| Arbitro:                            | Strada (Abbiategrasso) |       |          |                                                              |

| Arbitro: | Mazzalupi (Roma) |

|            |           |                      |
| Pelati 82’ | Marcatori | 22’ (rig.) Farinelli |

| Olbia 4 dicembre 1983 12ª giornata | Olbia                | 0 – 0 | Spezia | Stadio Bruno Nespoli\| Arbitro: \| Ingargiola (Marsala) \| |
| Arbitro:                           | Ingargiola (Marsala) |       |        |                                                            |

| Arbitro: | Vecchiatini (Bologna) |

|               |           |                      |
| Palazzese 20’ | Marcatori | 44’ Ilari 51’ Pontis |

| Arbitro: | Della Rovere (Torino) |

|           |           |  |
| Dozzi 44’ | Marcatori |  |

| Arbitro: | Schiavon (Padova) |

|  |           |            |
|  | Marcatori | 42’ Panero |

| Arbitro: | Mitrugno (Legnano) |

|                                     |           |             |
| Riccardino 50’ Simonelli 71’ (aut.) | Marcatori | 9’ Carmassi |

| Arbitro: | Fabricatore (Roma) |

|              |           |             |
| Carmassi 71’ | Marcatori | 50’ Cassano |

#### Girone di ritorno
| Arbitro: | Laricchia (Bari) |

|                      |           |  |
| Farinelli 53’ (rig.) | Marcatori |  |

| Arbitro: | Catania (Roma) |

|              |           |               |
| Medaglia 32’ | Marcatori | 18’ Di Marzio |

| Arbitro: | Squadrito (Catania) |

|  |           |                       |
|  | Marcatori | 48’ Stefano Quattrini |

| 19 febbraio 1984 21ª giornata | Sant'Elena | – n.d. | Spezia |  |

| Arbitro: | Scalise (Bologna) |

|                      |           |  |
| Farinelli 26’ (rig.) | Marcatori |  |

| Savona 4 marzo 1984 23ª giornata | Savona           | 0 – 0 | Spezia | Stadio Valerio Bacigalupo\| Arbitro: \| Mazzalupi (Roma) \| |
| Arbitro:                         | Mazzalupi (Roma) |       |        |                                                             |

| Arbitro: | Lasala (Roma) |

|              |           |  |
| Carmassi 57’ | Marcatori |  |

| Arbitro: | Cesca (Latisana) |

|           |           |             |
| Pessoz 9’ | Marcatori | 73’ Ferrara |

| La Spezia 1º aprile 1984 26ª giornata | Spezia            | 0 – 0 | Massese | Stadio Alberto Picco\| Arbitro: \| Dal Forno (Ivrea) \| |
| Arbitro:                              | Dal Forno (Ivrea) |       |         |                                                         |

| Lucca 8 aprile 1984 27ª giornata | Lucchese        | 0 – 0 | Spezia | Stadio Porta Elisa\| Arbitro: \| Bettini (Forlì) \| |
| Arbitro:                         | Bettini (Forlì) |       |        |                                                     |

| La Spezia 15 aprile 1984 28ª giornata | Spezia            | 0 – 0 | Pontedera | Stadio Alberto Picco\| Arbitro: \| Fassari (Catania) \| |
| Arbitro:                              | Fassari (Catania) |       |           |                                                         |

| Arbitro: | Di Gennaro (Ercolano) |

|                      |           |  |
| Farinelli 44’ (rig.) | Marcatori |  |

| Arbitro: | Grechi (Milano) |

|                    |           |  |
| De Poli 85’ (rig.) | Marcatori |  |

| Arbitro: | Cesca (Latisana) |

|              |           |  |
| Carmassi 40’ | Marcatori |  |

| Arbitro: | Caprini (Perugia) |

|            |           |              |
| Panero 88’ | Marcatori | 20’ Carmassi |

| Arbitro: | Calabretta (Catanzaro) |

|                           |           |                          |
| Ferrara 16’ Farinelli 84’ | Marcatori | 7’ Molteni 54’ Ravazzolo |

| Arbitro: | Cazzamalli (Milano) |

|                         |           |  |
| Marchese 10’ Pillon 15’ | Marcatori |  |

### Coppa Italia

#### Girone K
| Arbitro: | Fiaschi (Pisa) |

|                   |           |             |
| Migani 44’ (rig.) | Marcatori | 50’ Dainese |

| Arbitro: | Albertini (Voghera) |

|               |           |  |
| Fontanesi 57’ | Marcatori |  |

| La Spezia 28 agosto 1983 3ª giornata | Spezia              | 0 – 0 | Sanremese | Stadio Alberto Picco\| Arbitro: \| Pomentale (Bologna) \| |
| Arbitro:                             | Pomentale (Bologna) |       |           |                                                           |

| Arbitro: | Rosati (Empoli) |

|                                  |           |               |
| Dainese 10’ (rig.) A. Guerra 12’ | Marcatori | 84’ Farinelli |

| Arbitro: | Alfonso (Alghero) |

|  |           |                               |
|  | Marcatori | 11’ Discepoli 75’ Pietropaolo |

| Arbitro: | Novi (Pisa) |

|                           |           |  |
| Sala 19’ Sberveglieri 21’ | Marcatori |  |